# Castor-de-kellogg
O castor-de-Kellogg (Castor californicus) foi uma espécie de castor que viveu no oeste da América do Norte, a partir do final do Mioceno ao início do Pleistoceno. A espécies é semelhante, mas era maior do que a espécie existente de hoje Castor canadensis.